# Резолюция 280 на Съвета за сигурност на ООН
Резолюция 280 на Съвета за сигурност на ООН е приета на 19 май 1968 г. по повод ситуацията в Близкия изток.
След като изслушва изявленията на постоянните представители на Ливан и на Израел и като взема предвид информацията по въпроса, предоставена на Съвета от началник-щаба на Организацията на ООН за примирието в Близкия изток, с Резолюция 280 Съветът за сигурност изказва съжаление за отказа на Израел да изпълни разпоредбите на резолюции 268 (1968 г.) и 270 (1969 г.) и осъжда страната за военната атака срещу Ливан, която според Съвета за сигурност представлява щателно планирана и широкомащабна военна операция, извършена от Израел в нарушение на Устава на ООН и на резолюциите на Съвета за прекратяване на огъня в региона. Изказвайки убеждения, че такива преднамерени актове на насилие представляват сериозна заплаха за мира, Съветът за сигурност предупреждава официално израелската страна, че в случай на повторно извършване на подобни актове, Съветът ще бъде принуден да обсъди допълнителни мерки за прилагане на своите решения. В заключение Съветът изказва съжалението си за човешките жертви и материалните щети, причинени на Ливан като резултат от нарушението на резолюциите на Съвета за сигурност.
Резолюция 280 е приета с мнозинство от 11 гласа „за“ и при четирима „въздържали се“ от страна на Колумбия, Никарагуа, Съединените щати и Сиера Леоне.